# 7世纪国家领导人列表

## 非洲
- 阿克苏姆帝国 – 
  1. Gersem，国王（约600年）
  2. Armah，国王（614年－660年）
  3. Ashama ibn-Abjar，国王（？－约630年）
- 马库里亚王国 –
  1. 梅尔库里欧斯（英语：Merkurios of Makuria），马库里亚国王（697年－722年）

## 美洲
- 玛雅 -
  - 帕伦克 –

  1. Yohl Ik'nal（583年－604年）
  2. Aj Ne' Yohl Mat（605年－612年）
  3. Janahb Pakal（约612年）
  4. Sak K'uk'（612年－615年）
  5. 巴加尔二世（615年－683年）
  6. Chan Bahlum II（684年－702年）

  - 卡拉克穆尔 –

  1. Scroll Serpent（579年－611年）
  2. Yuknoom Ti' Chan（619年）
  3. Tajoom Uk'ab K'ahk'（622年－630年）
  4. Yuknoom Head（630年－636年）
  5. Yuknoom Ch'een II（636年－686年）
  6. Yuknoom Yich'aak K'ahk'（686年－约695年）
  7. Split Earth（约695年）

  - 科潘 –

  1. K'ak' Chan Yopaat（578年－628年）
  2. 钱·伊米什·卡维尔（Chan Imix K'awiil）（628年－695年）
  3. 瓦沙克拉洪·乌巴·卡维尔（Uaxaclajuun Ub'aah K'awiil）（675年－738年）

  - 蒂卡尔 –

  1. 23代统治者（约635年）
  2. 24代统治者（约645年）
  3. Nuun Ujol Chaak（657年之前－约679年）
  4. 亚萨苏·尚·卡维尔（英语：Hasaw Chan K'awil）（Jasaw Chan K'awiil I）（682年－734年）

## 亚洲
- 中国
  - 隋朝 - 
    1. 隋文帝，隋朝皇帝（581年－604年）
    2. 隋炀帝，隋朝皇帝（604年－618年）
    3. 杨侑，隋朝皇帝（617年－618年）
    4. 杨浩，隋朝皇帝（618年）
    5. 杨侗，隋朝皇帝（618年－619年）

  - 隋末乱世 - 
    - 朱粲，楚帝（615年－619年）
    - 林士弘，楚帝（616年－622年）
    - 李密，魏公（617年－618年）
    - 窦建德，夏王（618年－621年）
    - 刘武周，定杨可汗（617年－620年）
    - 萧铣，梁帝（617年－621年）
    - 郭子和，永乐王（618年）
    - 梁师都，梁帝（617年－618年）
    - 高开道，燕王（618年－624年）
    - 李轨，凉帝（618年－619年）
    - 宇文化及，许帝（618年－619年）
    - 王世充，郑帝（619年－621年）
    - 沈法兴，梁王（619年－620年）
    - 李子通，吴帝（619年－621年）
    - 徐圆朗，鲁王（621年－623年）
    - 刘黑闼，汉东王（622年－623年）
    - 辅公祏，宋帝（623年－624年）

  1. 薛举，西秦帝（617年－618年）
  2. 薛仁杲，西秦帝（618年）

  - 唐朝 - 
    1. 唐高祖，唐朝皇帝（618年－626年）
    2. 唐太宗，唐朝皇帝（626年－649年）
    3. 唐高宗，唐朝皇帝（649年－683年）
    4. 唐中宗，唐朝皇帝（683年－684年）
    5. 唐睿宗，唐朝皇帝（684年－690年）

  - 武周 - 
    1. 武则天，武周皇帝（690年－705年）
- 突厥 - 
  1. 达头可汗，突厥可汗（575年－603年）

  - 东突厥 - 
    1. 启民可汗，东突厥可汗（599年－609年）
    2. 始毕可汗，东突厥可汗（609年－619年）
    3. 处罗可汗，东突厥可汗（619年－620年）
    4. 颉利可汗，东突厥可汗（620年－630年）

  - 西突厥 - 
    1. 泥厥处罗可汗，西突厥可汗（604年－611年）
    2. 射匮可汗，西突厥可汗（610年－617年）
    3. 统叶护可汗，西突厥可汗（617年－630年）
    4. 莫贺咄可汗，西突厥可汗（630年）
    5. 肆叶护可汗，西突厥可汗（630年－632年）
    6. 吞阿娄拔奚利咄陆可汗，西突厥可汗（632年－634年）
    7. 沙钵罗咥利失可汗，西突厥可汗（634年－639年）
    8. 乙毗沙钵罗叶护可汗，西突厥可汗（639年－641年）
    9. 乙毗咄陆可汗，西突厥可汗（638年－653年）
    10. 乙毗射匮可汗，西突厥可汗（642年－653年）
    11. 沙钵罗可汗，西突厥可汗（650年－658年）

  - （单于都护府） - 
    - 阿史那思摩，突厥（羁縻）乙弥泥熟俟利苾可汗（639年－645年）
    - 车鼻可汗，突厥小可汗（646年－650年）
    - 阿史那泥熟匐，突厥（复兴）可汗（679年－680年）
    - 阿史那伏念，突厥（复兴）可汗（680年－681年）

  - 后突厥 - 
    1. 阿史那骨咄禄，颉跌利可汗（682年－694年）
    2. 阿史那环，迁善可汗（694年－716年）
- 薛延陀 - 
  1. 契苾哥楞，易勿真莫贺可汗（605年－约612年）
  2. 乙失钵，也咥小可汗（605年－约612年）
  3. 夷男，真珠毗伽可汗（628年－645年）
  4. 肆叶护拔灼，颉利俱利薛沙多弥可汗（645年－646年）
  5. 咄摩支，伊特勿失可汗（646年）
- 震国 - 
  1. 大祚荣，震国王（698年－719年）
- 高昌 -  
  1. 固，高昌王（561年－601年）
  2. 麴伯雅，高昌王（601年－613年）
  3. 麴某，高昌王（613年－620年）
  4. 麴伯雅，高昌王（620年－623年）
  5. 麴文泰，高昌王（624年－640年）
  6. 麴智盛，高昌王（640年）
- 吐谷浑 - 
  1. 伏允，可汗（597年－635年）
  2. 慕容顺，可汗（635年）
  3. 诺曷钵，可汗（635年－663年）
- 吐蕃 - 
  1. 达日宁色，吐蕃赞普（562年－618年）
  2. 南日松赞，吐蕃赞普（618年－629年）
  3. 松赞干布，吐蕃赞普（629年－650年）
  4. 共日共赞，吐蕃赞普（650年－655年）
  5. 芒松芒赞，吐蕃赞普（655年－676年）
  6. 器弩悉弄，吐蕃赞普（676年－704年）
- 契丹 - 
  1. 李尽忠，无上可汗（696年）
  2. 孙万荣，无上可汗（696年－697年）
- 日本 (飞鸟时代) - 
  1. 推古天皇，倭国大王（593年－628年）
  2. 舒明天皇，倭国大王（629年－641年）
  3. 皇极天皇，倭国大王（642年－645年）
  4. 孝德天皇，倭国大王（645年－654年）
  5. 齐明天皇，倭国大王（655年－661年）
  6. 天智天皇，倭国大王（661年－671年）
  7. 弘文天皇，倭国大王（671年－672年）
  8. 天武天皇，日本天皇（673年－686年）
  9. 持统天皇，日本天皇（686年－697年）
  10. 文武天皇，日本天皇（697年－707年）
- 朝鲜半岛 (朝鲜三国) -
  - 百济 -
    1. 武王，百济王（600年－641年）
    2. 义慈王，百济王（641年－660年）

  - 高句丽 - 
    1. 婴阳王, 高句丽王（590年－618年）
    2. 荣留王，高句丽王（618年－642年）
    3. 宝藏王，高句丽王（642年－668年）

  - 新罗 - 
    1. 真平王，新罗王（579年－632年）
    2. 善德女王，新罗王（632年－647年）
    3. 真德女王，新罗王（647年－654年）
    4. 武烈王，新罗王（654年－661年）
    5. 文武王，新罗王（661年－681年）
    6. 神文王，新罗王（681年－692年）
    7. 孝昭王，新罗王（692年－702年）
- 印度
  - 普西亚布蒂王朝 -

  1. 光增王（586年－606年）
  2. 戒日王（606年－647年）
  3. 阿罗那顺（647年－648年）

  - 巴拉瓦王朝 -

  1. Mahendravarman I（600年－630年）
  2. Narasimhavarman I（630年－668年）
  3. Mahendravarman II（668年－670年）
  4. Paramesvaravarman I（670年－695年）
  5. Narasimhavarman II（Raja Simman）（695年－705年）

  - 遮娄其王朝 -

  1. 曼伽梨娑（英语：Mangalesa）（吉祥主王）（597年－609年）
  2. 補羅稽舍二世（英语：Pulakesi II）（609年－642年）
  3. 超日王一世（Vikramaditya I）（655年－680年）
  4. 律日王（680年－696年）
  5. 胜日王（696年－733年）

  - 东遮娄其王朝 –

  1. 拘阇·毗湿奴伐弹那（624年－641年）
  2. 阇耶僧诃一世（Jayasimha I）（641年－673年）
  3. 因陀罗·婆多罗迦（673年）
  4. 毗湿奴伐弹那二世（673年－682年）
  5. 优婆罗阇（682年－706年）

  - 西恒伽王朝 –

  1. Mushkara（579年－604年）
  2. Polavira（604年－629年）
  3. Srivikrama（629年－654年）
  4. Bhuvikarma（654年－679年）
  5. Shivamara I（679年－726年）
- 高棉帝国 - 
  1. 摩诃因陀罗跋摩，高棉王（600年－616年）
  2. 伊奢那跋摩一世，高棉王（616年－635年）
  3. 拔婆跋摩二世，高棉王（639年－657年）
  4. 阇耶跋摩一世，高棉王（657年－681年）
  5. 阇耶提鞞女王，高棉王（681年－713年）
- 占婆（占婆第四王朝） - 
  1. 范梵志（约605年－629年）
  2. 范头黎（629年－？）
  3. 范镇龙（约640年－645年）
  4. 婆罗门（645年－？）
  5. 伊萨那跋摩（？）
  6. 勇铠一世（653年－约679年）
  7. 勇铠二世（约686年－713年）

## 中东
- 波斯 - 
  1. 霍斯劳二世，波斯皇帝（641年－628年）
  2. 阿尔达希尔三世，波斯皇帝（628年－630年）
  3. 孛蘭，波斯皇帝（630年－631年）
  4. 阿扎米杜赫特，波斯皇帝（631年）
  5. 荷姆茲六世，波斯皇帝（631年－632年）
  6. 霍斯劳四世，波斯皇帝（631年－633年）
  7. 伊嗣俟三世，波斯皇帝（632年－651年）
- 阿拉伯帝国 - 
  1. 穆罕默德（622年－632年）

  - 正统哈里发

  1. 阿布·伯克尔，正统哈里发（632年－634年）
  2. 欧麦尔·本·赫塔卜，正统哈里发（634年－644年）
  3. 奥斯曼·本·阿凡，正统哈里发（644年－656年）
  4. 阿里·本·阿比·塔利卜，正统哈里发（656年－661年）

  - 倭马亚王朝

  1. 穆阿威叶一世，哈里发（661年－680年）
  2. 耶齐德一世，哈里发（680年－683年）
  3. 穆阿威亞二世，哈里发（683年－684年）
  4. 马尔万一世，哈里发（684年－685年）
  5. 阿卜杜勒-馬利克·本·馬爾萬·本·哈卡姆，哈里发（685年－705年）
- 亚美尼亚 - 
  1. Thedoros Rechtuni，亚美尼亚亲王（646年－653年、653年－654年、654年－655年、655年）
  2. Sembat I Bagratuni，亚美尼亚亲王（646年－653年）
  3. Mouchel Mamikonian，亚美尼亚亲王（654年）
  4. Maurianos，亚美尼亚亲王（654年、655年）
  5. Hamazasp Mamikonian，亚美尼亚亲王（655年－661年）
  6. Grigor Mamikonian ，亚美尼亚亲王（661年－685年）
  7. Achot Bagratuni，亚美尼亚亲王（685年－690年）
  8. Nerseh Kamsarakan，亚美尼亚亲王（690年－693年）
  9. Sembat II Bagratuni，亚美尼亚国王（693年－695年）
  10. Abd Allh Ibn Hatim al-Bahili，亚美尼亚亲王（695年－696年）
  11. Sembat II Bagratuni，亚美尼亚国王（696年－705年）

## 欧洲
- 阿瓦尔-
  1. 巴颜一世，阿瓦尔可汗（562年－602年）
  2. 巴颜二世（英语：Bayan II），阿瓦尔可汗（602年－617年）
- 大保加利亚- 
  1. 库勃拉特（英语：Kubrat），可汗（617年－665年）
  2. 欧嘉纳（英语：Organa），摄政（617年－630年）
  3. 巴颜，可汗（665年－668年）
- 保加利亚第一帝国 - 
  1. 阿斯巴鲁赫，保加利亚可汗（668年－695年）
  2. 特尔维尔（英语：Tervel of Bulgaria），保加利亚可汗（695年－715年）
- 伏尔加保加利亚 – 
  1. Kotrag（675年－710年）
- 摩拉维亚 - 
  1. 薩莫, 斯拉夫王（623年－658年）
- 弗里西亚王国（英语：Frisian Kingdom）（弗里西亚） –  
  1. Aldgisl（？年－678年）
  2. 奈梅亨拉得邦（英语：Redbad, King of the Frisians）（雷德白）（678年－719年）
- 格鲁吉亚 -
  - 巴格拉季昂王朝 -

  1. Varazbakur（678年－705年）
- 塞尔维亚 - 塞尔维亚统治者
  1. Vladin（680年－700年）
  2. Ratimir（700年－730年）
- 拜占庭帝国 -  
  1. 莫里斯（582年－602年）
  2. 福卡斯（602年－610年）
  3. 希拉克略（610年－641年）
  4. 君士坦丁三世（641年）
  5. 赫拉克洛纳斯（641年）
  6. 君士坦斯二世（641年－668年）
  7. 君士坦丁四世（668年－685年）
  8. 查士丁尼二世（685年－695年）
  9. 利昂提奥斯（695年－698年）
  10. 提比略三世（698年－705年）
- 法兰克王国 - 
  1. 克洛塔爾二世，法兰克国王（613年－629年）
  2. 達戈貝爾特一世，法兰克国王（629年－634年）
  3. 克洛泰尔三世，法兰克国王（661年－662年）
  4. 希尔德里克二世，法兰克国王（673年－675年）
  5. 提乌德里克三世，法兰克国王（679年－691年）
  6. 克洛维四世，法兰克国王（691年－695年）
  7. 希尔德贝尔特三世，法兰克国王（695年－711年）

  - 宫相

  1. 丕平二世，宫相（687年－714年）

  - 勃艮第王國 -

  1. 提奥德里克二世，勃艮第王（595年－613年）

  - 紐斯特利亞王國 -

  1. 克洛塔爾二世, 紐斯特利亞国王（584年－629年）
  2. 達戈貝爾特一世, 纽斯特里亚和勃艮第国王（634年－639年）
  3. 克洛維二世, 纽斯特里亚和勃艮第国王（639年－655年）
  4. 克洛泰尔三世, 纽斯特里亚和勃艮第国王（655年－673年）
  5. 提乌德里克三世, 纽斯特里亚和勃艮第国王（673年）
  6. 希尔德里克二世, 纽斯特里亚和勃艮第国王（673年－675年）
  7. 提乌德里克三世, 纽斯特里亚和勃艮第国王（675年－691年）

  - 奥斯特拉西亚 -

  1. 提奥德贝尔特二世 奥斯特拉西亚王（595年－612年）
  2. 提奥德里克二世 勃艮第和奥斯特拉西亚王（612年－613年）
  3. 西日貝爾二世 勃艮第和奥斯特拉西亚王（613年）
  4. 克洛塔爾二世, 法兰克墨洛温王朝国王（613年－629年）
  5. 达戈贝尔特一世, 奥斯特拉西亚国王（623年－629年）
  6. 西日贝尔三世, 奥斯特拉西亚国王（634年－656/660年）
  7. 领养的希尔德贝特, 奥斯特拉西亚王（656年－661年）
  8. 克洛泰尔三世, 奥斯特拉西亚王（661年－662年）
  9. 希尔德里克二世, 奥斯特拉西亚王（662年－675年）
  10. 克洛维三世, 奥斯特拉西亚王（675年－676年）
  11. 达戈贝尔特二世, 奥斯特拉西亚王（676年－679年）
  12. 提乌德里克三世, 奥斯特拉西亚王（679年－691年）

  - 阿基坦王国 -

  1. 查理贝尔特二世, 阿基坦国王（629年－632年）
  2. 希尔佩里克, 阿基坦国王（632年）
- 伦巴底王国 - 
  1. 阿吉洛夫（590年－616年）
  2. 阿达罗尔德（616年－626年）
  3. 阿里奥德（626年－636年）
  4. 罗萨里（636年－652年）
  5. Rodoald（652年－653年）
  6. 阿里佩特一世（英语：Aripert I）（653年－661年）
  7. Godepert（661年－662年）
  8. Perctarit（661年－662年）
  9. 格里摩尔德（英语：Grimoald, King of the Lombards）（格里穆亚尔一世）（662年－671年）
  10. Garibald（671年）
  11. Perctarit（671年－688年）
  12. Cunipert（688年－689年）
  13. Alahis（689年）
  14. Cunipert（689年－700年）
  15. Liutpert（700年－701年）
- 西哥特王国 - 
  1. 雷卡雷德一世（586年－601年）
  2. 利奥瓦斯二世（英语：Liuva II）（601年－603年）
  3. 维特里克（英语：Witteric）（603年－610年）
  4. 君德马尔（英语：Gundemar）（610年－612年）
  5. 希瑟布特（英语：Sisebur）（612年－621年）
  6. 雷卡雷德二世（英语：Reccared II）（621年）
  7. 苏因提拉（英语：Suintila）（621年－631年）
  8. 希森安德（英语：Sisenand）（631年－636年）
  9. Chintila（636年－640年）
  10. Tulga（640年－642年）
  11. 钦德斯文思（英语：Chindasuinth） （642年－653年）
  12. 拉斯文思（649年－672年）
  13. 万巴（英语：Wamba (king)）（672年－680年）
  14. Erwig（680年－687年）
  15. Egica（687年－702年）
- 威尼斯共和国 - 
  1. 保罗·吕齐奥·阿纳法斯托，威尼斯总督（697年－717年）
- 英格兰（七国时代） -
  - 不列颠的统治者（Bretwalda）

  1. 肯特（580年－616年）
  2. 东盎格利亚（616年－624年）
  3. 诺森布里亚（624年－632年）
  4. 伯尼西亚（英语：Oswiu of Northumbria）（642年－670年）
  5. 埃塞尔雷德（英语：Æthelred of Mercia）（675年－704年）

  - 东盎格利亚 -

  1. 雷德沃尔德（593年－624年）
  2. 厄尔普沃尔德（英语：Eorpwald of East Anglia）（624年－627年）
  3. 里奇贝尔赫（英语：Ricberht of East Anglia）（627年－630年）
  4. 艾格利司（英语：Ecgric of East Anglia） （629年－636年）
  5. 西格伯特（英语：Sigebert of East Anglia）（629年－634年）
  6. 安娜（英语：Anna of East Anglia）（约635年－约653年）
  7. 埃塞尔海雷（英语：Æthelhere of East Anglia）（653年－655年）
  8. 艾泽雷德（英语：Aethelwold of East Anglia） （655年－664年）
  9. 埃尔德伍尔夫（英语：Ealdwulf of East Anglia）（664年－713年）

  - 埃塞克斯王国 -

  1. 斯利达（英语：Sledda of Essex）（587年－604年）
  2. 萨伯赫特（英语：Sæberht of Essex）（604年－616年）
  3. 塞克斯瑞德（英语：Sexred）（616年－617年）
  4. 萨厄德（英语：Sæward of Essex）（616年－617年）
  5. 西吉伯特一世（英语：Sigeberht I of Essex）（617年－653年）
  6. 西吉伯特二世（英语：Sigeberht the Good）（653年－660年）
  7. 斯威森赫姆（英语：Swithhelm of Essex）（660年－664年）
  8. 西格赫尔（英语：Sighere of Essex）（664年－683年）
  9. 埃塞克斯的賽比（英语：Sæbbi of Essex）（664年－694年）
  10. 西赫赫德（英语：Sigeheard of Essex）（694年－709年）
  11. 萨瓦夫瑞德（英语：Swæfred of Essex）（694年－709年）

  - 肯特王国 -

  1. 埃塞尔伯特（564或580年－616年）
  2. 伊德鲍尔德（英语：Eadbald of Kent）（616年－640年）
  3. 厄尔肯伯特（英语：Eorcenberht of Kent）（640年－664年）
  4. 艾格伯特（英语：Ecgberht of Kent）（664年－673年）
  5. 赫洛斯赫尔（英语：Hlothhere of Kent）（673年－685年）
  6. Eadric（685年－686年）
  7. Mul（686年－687年）
  8. Swæfheard（687年－690年）
  9. Oswine（687年－690年）
  10. Swæfberht（687年－690年）
  11. 威特瑞德（英语：Wihtred of Kent）（690年－725年）

  - 默西亚王国 -

  1. 彭达，默西亚王（约626年－655年）
  2. 皮达 (麦西亚)，默西亚王（655年－656年）
  3. 俄斯维乌（英语：Oswiu of Northumbria），默西亚王（656年－658年）
  4. 伍尔夫赫尔（英语：Wulfhere of Mercia），默西亚王（658年－675年）
  5. 埃塞尔雷德（英语：Æthelred of Mercia），默西亚王（675年－704年）

  - 萨塞克斯王国 -

  1. Æthelwealh（约660年－约685年）
  2. Andhun（约685年－约692年）
  3. 内特尔姆（英语：Nothelm of Sussex）（约692年－725年）
  4. 沃茨（英语：Watt of Sussex）（约692年－725年）

  - 韦塞克斯 -

  1. 切奥尔伍尔夫, 韦塞克斯王（597年－611年）
  2. 基内吉尔斯, 韦塞克斯王（611年－643年）
  3. 森沃尔赫（英语：Cenwalh of Wessex）, 韦塞克斯王（643年－674年）
  4. 塞克斯伯, 韦塞克斯女王（674年）
  5. 埃什温, 韦塞克斯王（674年－676年）
  6. 琴特温（英语：Centwine of Wessex）, 韦塞克斯王（676年－685年）
  7. Cædwalla, 韦塞克斯王（685年－688年）
  8. 伊尼, 韦塞克斯国王（688年－726年）

  - 诺森布里亚 -

  1. 埃特尔弗里特（英语：Aethelfrith of Northumbria）, 诺森布里亚王（604年－616年）
  2. 埃德温 (诺森布里亚), 诺森布里亚王（616年－632年）
  3. 奥斯瓦尔德（634年－642年）
  4. 阿尔德弗里思（英语：Aldfrith of Northumbria）, 诺森布里亚国王（685年－704年）

  -     - 伯尼西亚 -

  1. 埃特尔弗里特（英语：Aethelfrith of Northumbria）, 伯尼西亚王（593年－616年）
  2. Eanfrith of Bernicia, 伯尼西亚王（632年－634年）
  3. 俄斯维乌（英语：Oswiu）, 伯尼西亚王（英语：King of Northumbria）（642年－670年）
  4. 艾格弗里斯（英语：Ecgfrith of Northumbria）, 伯尼西亚王（英语：King of Northumbria）（670年－685年）

  -     - 德伊勒 -

  1. 埃特尔瑞克（英语：Aethelric of Deira）, 德伊勒王（英语：King of Northumbria） （589年－604年）
  2. 欧斯瑞克（英语：Osric of Deira）,德伊勒王（632年－634年）
  3. 俄斯维恩（英语：Oswine of Deira）,德伊勒王（642年－651年）
  4. 埃塞尔沃尔德（英语：Œthelwald of Deira）, 德伊勒王（651年－655年）
  5. Alhfrith, 德伊勒王（655年－664年）
  6. 空位期, 德伊勒王（664年－670年）
  7. 艾尔菲维恩（英语：Ælfwine of Deira）（670年－679年）
- 苏格兰
  - 达尔里阿达（Dál Riata） -

  1. Áedán mac Gabráin（559年－608年）
  2. Eochaid Buide奥凯德（608年－629年）
  3. Connad Cerr康拉德（629年）
  4. Domnall Brecc多纳尔（629年－642年）
  5. Ferchar mac Connaid（642年－650年）
  6. Dúnchad mac Conaing（650年－654年）
  7. Conall Crandomna（654年－660年）
  8. Domangart mac Domnaill（660年－673年）
  9. Domnall Donn（688年－695年）
  10. Fiannamail ua Dúnchado（698年－700年）
  11. Selbach mac Ferchair（700年－723年）

  - 斯特拉斯克莱德王国 -

  1. 拉德奇·哈尔（赖泽赫·哈尔（英语：Rhydderch Hael））（580年－612年）
  2. 康斯坦丁（英语：Constantine of Strathclyde）（612年－617年）
  3. 内索恩（英语：Neithon of Strathclyde） （617年－621年）
  4. 比利一世（英语：Bili I of Strathclyde）（621年－633年）
  5. 欧根一世（英语：Eugein I of Alt Clut）（633年－645年）
  6. 古利雅得（英语：Gwriad of Strathclyde）（645年－705年）
  7. Elfin of Alt Clut（658年－693年）
  8. Dumnagual II（658年－694年）

  - 皮克特 -

  1. 布吕德·马克·德里列（英语：Bridei IV of the Picts） (Brude mac Derile)，皮克特国王（696/697年－706年）
- 威尔士 -
  - 格威尼德王国 -

  1. Cadfan ap Iago（613年－约625年）
  2. Cadwallon ap Cadfan（625年－634年）
  3. Cadafael Cadomedd ap Cynfeddw（634年－655年）
  4. Cadwaladr（655年－682年）
  5. 伊德沃尔·罗巴克（英语：Idwal Roebuck）（Idwal Iwrch ap Cadwaladr）（682年－720年）

  - 波伊斯王国 -

  1. Eiludd Powys（613年－约642年）
- 爱尔兰 - 
  1. Loingsech mac Óengusso, 爱尔兰高王（英语：List of High Kings of Ireland）（694年－703年）

  - 康诺特 -

  1. Muiredach Muillethan, 康诺特王（英语：Kings of Connacht）（697年－702年）

  - Uí Maine -

  1. Seachnasach（691年－711年）

  - 伦斯特 -

  1. Cellach Cualann, 伦斯特君主（693年－715年）

  - Ulaid -

  1. Fergus（689年－704年）